# Laura Sipán
Laura Sipán Bravo (Barcelona, 14 de febrero de 1979) es una guionista, fotógrafa y directora española, especializada en documental social.

## Trayectoria
Se licenció en Comunicación audiovisual en Barcelona y en Dirección de fotografía en la Escuela de Cinematografía y del Audiovisual de la Comunidad de Madrid (ECAM). Amplió sus estudios de guion y documental con los directores Patricio Guzmán, Octavio Cortázar, Miguel Machalski y Julio Rojas en la Escuela Internacional de Cine y Televisión (EICTV) de Cuba.
En sus inicios, trabajó como asistente de cámara en varias películas como La máquina de bailar (2006), Mortadelo y Filemón. Misión: salvar la tierra (2008), Gordos (2009), o Primos (2011), entre otras. Sipán también ha sido coordinadora de contenidos en televisión y consultora creativa para documentales, y trabaja como guionista y directora en la televisión autonómica de Aragón, Aragón TV.
Su primer cortometraje, El talento de las moscas (2007), basado en un relato del escritor español Óscar Sipán y rodado en Los Monegros, fue seleccionado en más de 70 festivales nacionales e internacionales y premiado en 26 ocasiones. En 2011, dirigió su primer documental, Sobre la misma tierra, en el que se muestran historias sobre los desplazamientos internos en Colombia y que fue seleccionado en varios festivales de Europa y América Latina.
En 2015, recibió una beca europea ESoDoc, de entre más de 200 proyectos de 55 países, un programa de desarrollo y asesoría profesional para documentalistas especializados en derechos humanos, con el que terminó su corto documental Soukeina, 4.400 días de noche, en torno a la activista saharaui  Soukeina Yedehlu y la ocupación del Sahara Occidental por Marruecos en 1975.
Esos primeros éxitos, permitieron a Sipán dar el salto al largometraje, a los programas de televisión y a los documentales para ONGs. Ha grabado y trabajado en Asia, África, América y Europa. Forma parte de la Asociación de Cine Documental DOCMA e imparte talleres de cine documental. Además de sus proyectos personales, dirige documentales y largometrajes de ficción para productoras como Inicia Films, Televisión Española, Aragón TV, Netflix y Amazon.
En 2022, trabajó como fotógrafa en el rodaje de la película La maternal, segundo largometraje de la directora de cine española Pilar Palomero.
En el 52º Festival Internacional de Cine de Huesca, en junio de 2024, participa como Jurado Oficial dentro del apartado de Guiones junto a Carlos Val.El 20 de septiembre, de este  mismo año, la guionista, fotógrafa y directora catalana, fue la encargada de cerrar en el Teatro Olimpia de Huesca, la XXIV Muestra de Cine Realizado por Mujeres.

## Filmografía
- 2007 – El talento de las moscas. Corto de ficción.
- 2011 – Sobre la misma tierra. Corto documental.[12][13]
- 2013 – El Hombre y la Música. Mediometraje documental sobre Antón García Abril (coproducido por TVE y Aragón TV).[13][14][4]
- 2015 – Soukeina. 4.400 días de noche. Corto documental.[4]
- 2019 – Video Blues. Largometraje. Guionista junto a Emma Tusell Sánchez, que lo dirige, con producción de Estela Fims.[4]
- 2019 – Huesca, más allá de un sueño. Serie TV.[3]
- 2020 – La Línea: La Sombra del Narco. Miniserie de TV.[3]
- 2021 – Quiero vivir sin miedo. Documental (producido por El pez amarillo) encargado por el Instituto Aragonés de la Juventud.[15]

## Reconocimientos
- En 2017, Sipán fue vencedora en el Festival de Cine y Derechos Humanos de Madrid en la categoría Mejor Cortometraje Documental por Soukeina, 4.400 días de noche, reconocimiento entregado por la Asociación de mujeres cineastas y de medios audiovisuales (CIMA).[16]

- En 2021, fue premiada por la Caja Rural con el Premio Emprende Rural por su proyecto Monegros Visual Lab.[4][17] Ese mismo año, recibió el Premio Biznaga de Plata - Mujeres en Escena, en el Festival de Málaga por el largometraje documental Video blues, de cuyo guion es coautora.[18]